# ハンス＝ヴェルナー・ヴェツィヒ
ハンス＝ヴェルナー・ヴェツィヒ（Hans-Werner Wätzig, 1924年2月13日 - ）は、ドイツのオーボエ奏者。
ドレスデン音楽大学でオーボエを学ぶ。1950年からベルリン放送交響楽団の首席オーボエ奏者を長年にわたって務めた。